# カイザースバッハ
カイザースバッハ (ドイツ語: Kaisersbach) はドイツ連邦共和国バーデン＝ヴュルテンベルク州レムス＝ムル郡に属す町村（以下、本項では便宜上「町」と記述する）である。

## 地理

### 位置
カイザーバッハは、自然地理区分上シュールヴァルトとヴェルツハイムの森およびシュヴァーベン=フランケンの森山地にまたがる。これらはいずれもシュヴァーベン・コイパ＝リアス＝ラントに属す。

### 自治体の構成
自治体カイザーバッハには、合計43の村落、小集落、農場、住宅地が属す。

### 土地利用
| 土地用途別面積 | 面積 (km2) | 占有率 |
| -------------- | ---------- | ------ |
| 住宅地         | 0.52       | 1.9 %  |
| 産業用地       | 0.23       | 0.8 %  |
| レジャー用地   | 0.22       | 0.8 %  |
| 交通用地       | 1.07       | 3.8 %  |
| 農業用地       | 11.10      | 39.7 % |
| 森林           | 14.19      | 50.8 % |
| 水域           | 0.14       | 0.5 %  |
| その他の用地   | 0.47       | 1.7 %  |
| 合計           | 27.94      |        |

出典: Statistisches Landesamt Baden-Württemberg

## 歴史
カイザーバッハは、1375年に、シュタウフェン家の所領をアーデルベルク修道院に譲渡する際に初めて記録されている。修道院は、1382年にはさらに、トルフゼッセン・フォン・シュテッテンの所領を獲得し、この集落に対するあらゆる統治権を行使した。宗教改革に伴いカイザーバッハはヴュルテンベルク領となり、その後は新たに設けられたクロスターアムト・アーデルベルクに属した。この行政区は1807年にオーバーアムト・ヴェルツハイムに、1938年にヴァイプリンゲン郡に編入された。1973年には旧バックナング郡と旧ヴァイプリンゲン郡から、現在カイザーバッハが属しているレムス＝ムル郡が形成された。この町は市町村再編でも自治権を保持し、1973年1月1日に、ムルハルト、ヴァイデンホーフ、ヴァイデンバッハ、ブルーフのそれぞれ一部を編入した。
新たな住宅地ハルデネッカーとビューレッカーの開発によって、近年人口が増加している。この他にも新たな住宅地が計画されている。

## 行政

### 首長
2014年から町長はカティア・ミュラーが務めている。

### 議会
カイザーバッハの町議会は12議席からなる。議長は町長が務める。

## 文化と見所

### 見所
- ヘーゲレスクリンゲ自然保護区
- エプニ湖
- ヴェルツハイムの森
- ゾンマーローデルバーン（夏そりコース）

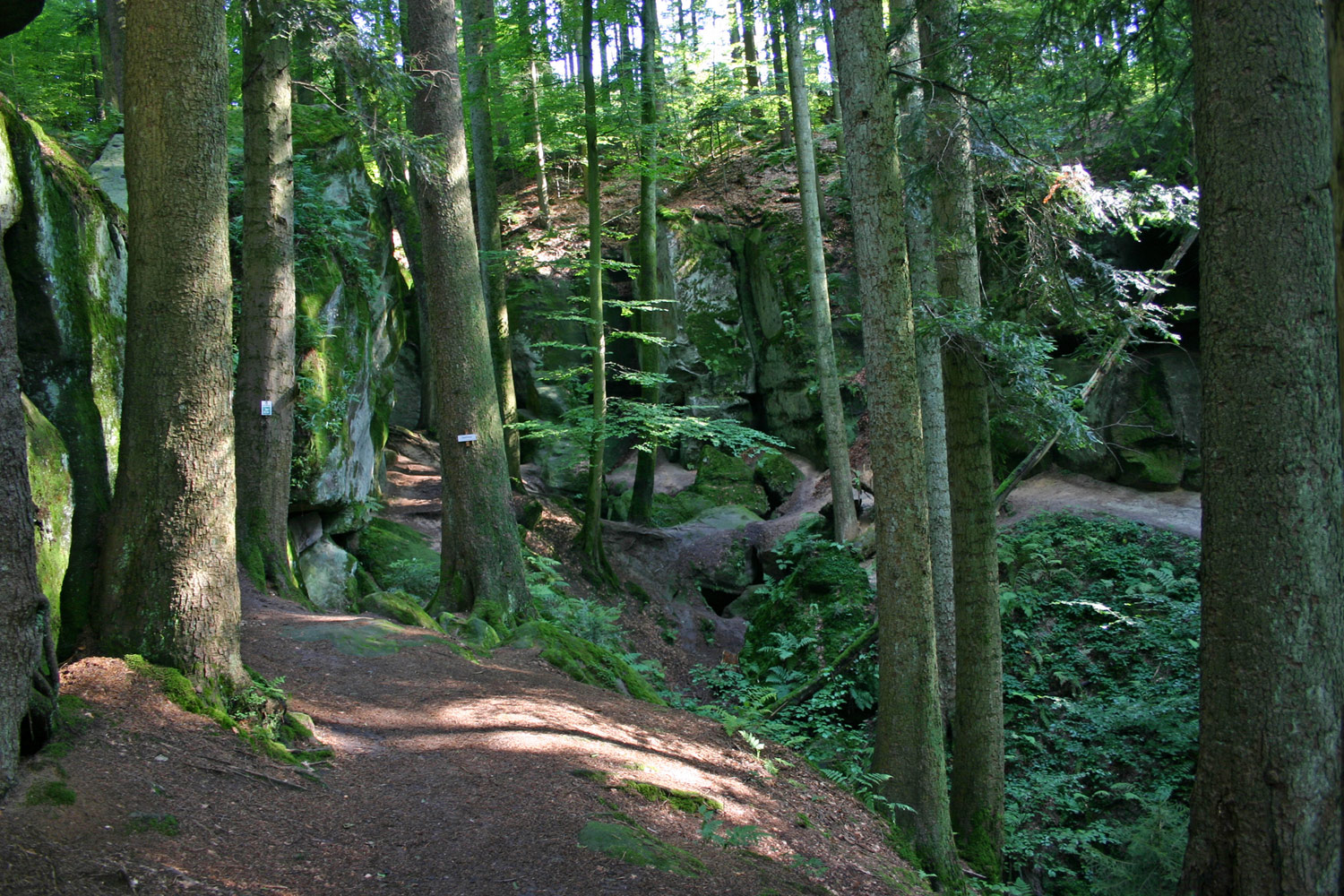
ヘーゲレスクリンゲ自然保護区

- グマインヴァイラー地区のシュヴァーベンパーク
- ミューレンヴァンダーヴェーク（水車遊歩道）沿いのメンツレス水車
- エプニ湖畔のガレングロッテ

- エプニ湖
- シュヴァーベンパークのローラーコースターコース
- メンツレス水車

### 建築

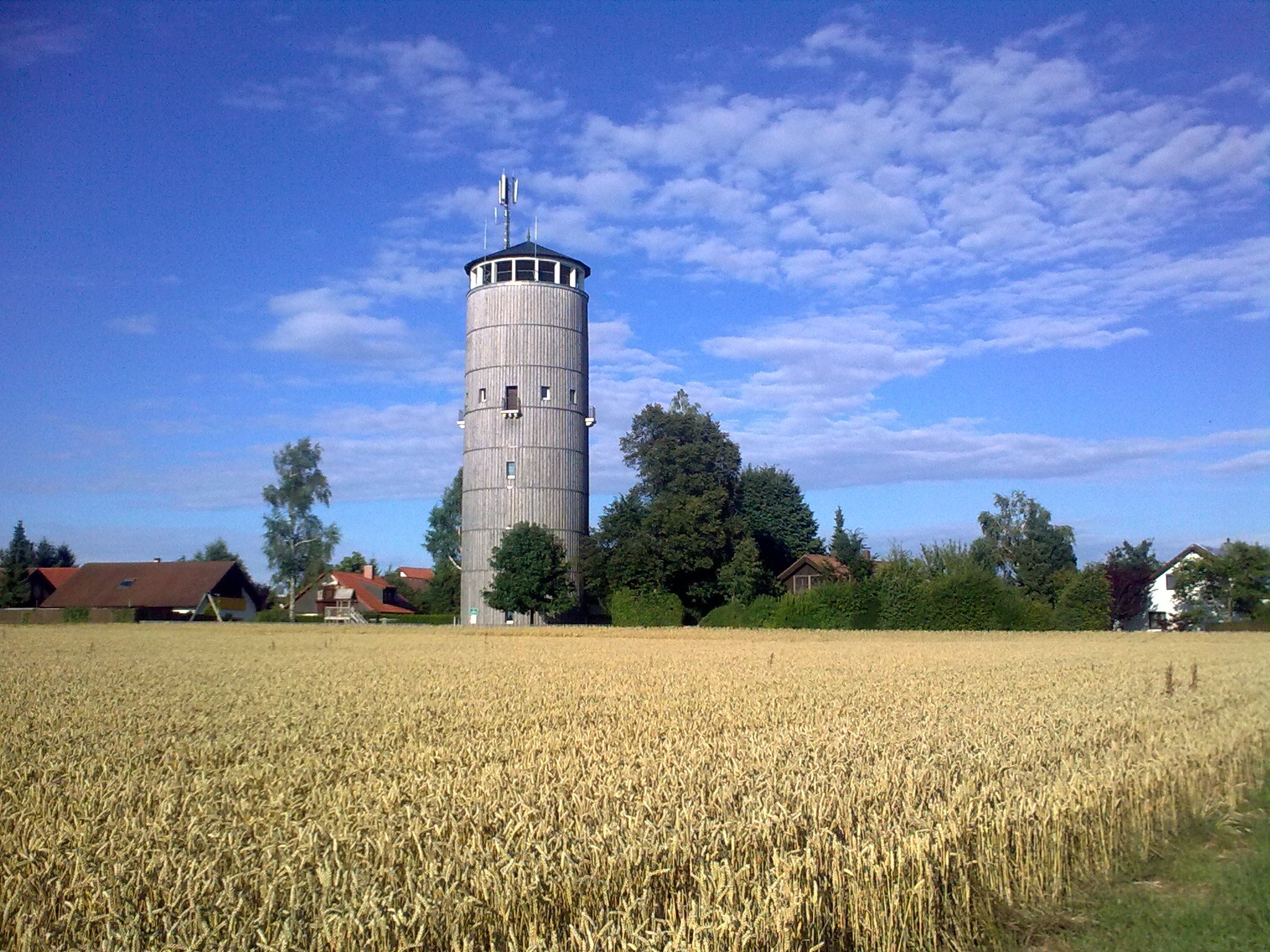
カイザースバッハの水道塔

カイザースバッハには新しい外観の水道塔と福音主義教会がある。水道塔は非公開である。

### 年中行事
- 5月1日にヒュッテンビュール湖畔で開催されるホッケトゼ
- 消防祭、町の中心部で開催され、模範演習が行われる[9]
- ザントレンダー・ゾンマーフェスト
- エプニのカントリー&ウェスタンフェスティバル
- エプニ湖乗馬ラリー

## 経済と社会資本

### 教育
カイザースバッハには基礎課程学校が1校ある。これより上級の学校は隣接市町村（たとえば、ヴェルツハイム）で学ばなければならない。カイザースバッハ地区から 2 km のメンヒホーフにはレムス＝ムル郡の校外活動施設がある。